# Linfocito T regulador
Los linfocitos T reguladores (o linfocitos T supresores) son una subpoblación especializada de linfocitos T que actúa suprimiendo la activación del sistema inmunitario, manteniendo así la homeostasis de este sistema y favoreciendo la tolerancia hacia autoantígenos. La existencia de una población dedicada de células T supresoras fue objeto de gran controversia entre los inmunólogos durante muchos años. A pesar de ello, recientes avances en la caracterización molecular de esta población celular han demostrado su existencia y su papel crítico en la respuesta inmune de vertebrados. El interés en los Linfocitos T reguladores ha aumentado gracias a modelos experimentales en ratones que demuestran como el potencial inmunosupresor de estas células podría aprovecharse para mejorar la tolerancia de Trasplantes, en tratamientos contra enfermedades autoinmunes o en su eliminación específica para potenciar inmunoterapias contra cáncer. 

## Características fenotípicas de los linfocitos T reguladores
En general, todos los linfocitos T reguladores se caracterizan por expresar de forma constitutiva las moléculas CD3, CD4, CD25, CD28, y los receptores TCR, TLR, CTLA-4, GITR; además, los linfocitos T reguladores de humanos expresan FOXP3, considerado el marcado fenotípico más importante, solo este tipo celular presenta una expresión alta y sostenida del mismo, a pesar de manifestarse también en otras poblaciones celulares.

## Origen y desarrollo
Los linfocitos T reguladores se generan, sobre todo, por el reconocimiento del antígeno propio en el timo y por el reconocimiento de antígenos propios y extraños en los órganos linfáticos periféricos. 
En el proceso de ontogenia de los linfocitos T en el timo, algunos linfocitos T CD4+ autorreactivos que se encuentran con antígenos propios en el timo no son eliminados por selección negativa, sino que se diferencian en linfocitos T reguladores específicos frente a estos antígenos propios. Esta selección se lleva a cabo cuando interaccionan moléculas del complejo de histocompatibilidad de clase II (CMH clase II) unidas a péptido propio con el receptor de linfocitos T (TCR). En el caso de los linfocitos T reguladores naturales, la expresión de FOXP3 depende de la unión de CD28 con sus ligandos CD80/CD86, proceso requerido para que estas células no sean eliminadas por selección negativa; sin embargo, otros tipos de linfocitos T reguladores (inducibles) no expresan FOXP3 hasta que son estimulados en la periferia del timo, tanto por presentación antigénica como por factores como TGF-beta, IL-10, IFN-alfa y estrógenos.

## Tipos
Los linfocitos T reguladores pueden ser:
- Linfocitos T reguladores naturales (nTreg). Originados en el timo. Caracterizados por poseer el fenotipo CD4+ CD25+ FOXP3+ y la capacidad de suprimir las células T CD4+, las células dendríticas, las células T CD8+, las células NK, los macrófagos, los linfocitos B, los mastocitos, los basófilos, los eosinófilos y los osteoblastos. Además, presentan alta expresión de CD152 en la superficie.[4]
- Linfocitos T reguladores inducibles (iTreg).Estas células no presentan un marcador específico, sin embargo, se ha sugerido el fenotipo CD4+ CD25+ FOXP3- como característico de esta población.
- Linfocitos Th3. Caracterizados por la producción del factor de crecimiento transformante beta (TGF-beta), dependiendo de esta para su diferenciación. Por otra parte, expresan la cadena alfa del receptor de la IL-2 como las células T reguladoras naturales.
- Linfocitos Tr1 Son un tipo de linfocitos T cooperadores dependientes de la interleucina IL-10 para su diferenciación, y algunas de sus propiedades reguladoras no expresan el FOXP3. También expresan CD152 en superficie.

## Función
Para funcionar adecuadamente, el sistema inmune debe discriminar entre lo propio y lo no propio. Cuando esta capacidad se pierde el sistema inmunitario comienza a destruir células y tejidos del cuerpo que como resultado causan las enfermedades autoinmunes. Los linfocitos T reguladores suprimen efectivamente la activación del sistema inmunitario protegiendo así contra la autoreactividad. El rol crítico que los linfocitos T reguladores cumplen en el sistema inmunitario se ve evidenciado en el grave síndrome autoinmune que resulta cuando hay una deficiencia genética en las células T reguladoras.
El mecanismo molecular por el cual los linfocitos T reguladores cumplen su función reguladora/supresora no ha sido bien caracterizado y es sujeto de intensa investigación. Experimentos in vitro han dado resultados contradictorios con respecto al requerimiento de contacto célula-a-célula para que la célula objetivo sea suprimida. Citoquinas inmunosupresoras como TGF-beta e interleucina 10 (IL-10) estarían también implicadas en la función del linfocito T regulador.
Una pregunta importante en el campo de la inmunología es cómo la actividad inmunosupresora de las células T reguladoras es modulada durante el curso de una respuesta inmune montada. Mientras que la función inmunosupresora de los linfocitos T reguladores previenen el desarrollo de enfermedades autoinmunes, esta función no sería deseable durante la respuesta inmune frente a la infección con un microorganismo. Actuales hipótesis sugieren que cuando se enfrenta una infección por un microorganismo la actividad de los linfocitos T reguladores podría estar regulada en menos (regulación negativa), ya sea directa o indirectamente, por otras células para facilitar la eliminación de la infección. Evidencias experimentales en modelos de ratón sugieren que algunos patógenos podrían haber evolucionado para manipular a los linfocitos T reguladores con el fin de inmunosuprimir al huésped y así potenciar su propia supervivencia. Por ejemplo, ha sido reportada actividad de linfocitos T reguladores en el incremento de contextos severos infecciosos, como infecciones por retrovirus y varias infecciones parasitarias incluidas Leishmania y malaria.

### Mecanismos de acción
El mecanismo molecular por el cual los linfocitos T reguladores cumplen su función no ha sido bien caracterizado y es sujeto de intensa investigación. Lo que sí se conocen son los posibles mecanismos básicos mediante los cuales los linfocitos T reguladores llevan a cabo su función. En otras propiedades, bloquean la activación de linfocitos T y hacen a las células presentadoras de antígeno menos eficientes.
Se han establecido 4 posibles mecanismos de acción supresora mediados por linfocitos T reguladores:
- Supresión mediada por citocinas.Esta supresión ocurre por la secreción de las citocinas antiiflamatorias tales como IL-10 y TGF-beta, que actúan directamente sobre la población de linfocitos T efectores, o bien tienen un efecto inhibidor sobre las células presentadoras de antígeno (APCs), induciendo de esta manera una respuesta de tolerancia.
- Efecto citolítico. Mediado por granzimas, las cuales producen activación de la vía de las caspasas; y perforinas, que producen lisis osmótica. Mediante ambos mecanismos, provocan la muerte del linfocito T efector.
- Supresión mediada por competencia. Esta competencia se basa en la utilización de factores de crecimiento (por ejemplo IL-2) tanto por los linfocitos T reguladores como por las células efectoras, al no existir la posibilidad de proliferación de estas últimas, se acaba induciendo la apoptosis de esta población, así como la interferencia en sus mecanismos de activación.
- Inhibición de la maduración y función de las células presentadoras de antígeno (ACPs). Esta inhibición se lleva a cabo a través de la unión del TCR del linfocito T regulador, con el MHC clase II de las células presentadoras de antígeno; y a través de la interacción entre el receptor CTLA-4 del linfocito T regulador con las moléculas CD80/CD86 de las células presentadoras de antígeno. De esta forma, se induce una respuesta que inhibe maduración y funcionalidad de las células presentadoras de antígeno.[5]

## Relación con enfermedades y como tratamiento

### Cáncer
Docenas de estudios han tratado de vincular la frecuencia de linfocitos T reguladores en el ambiente del tumor con la clínica, con resultados variados. Una mayoría han indicado que una densidad alta de linfocitos T reguladores en el tumor tiende a correlacionar de forma no favorable con la clínica. Si los linfocitos T reguladores juegan un rol causal en el desarrollo de cáncer humano o la progresión no es algo que esté probado. De hecho, la inhibición o depleción de linfocitos T reguladores en modelos de cáncer en ratón resulta en un aumento significativo de la respuesta antitumoral y el control de la progresión del tumor.

### Linfocitos T reguladores como tratamiento en trasplantes
El objetivo sería dirigir la respuesta inmune del donante contra las propias células del paciente que causan el rechazo, evitando la enfermedad injerto contra huésped (EICH). En diversos estudios se ha desarrollado la posibilidad de utilizar células T reguladoras que controlasen EICH y favoreciesen el efecto injerto contra tumor (EICT). Mantener la actividad EICT y suprimir EICH es el objetivo que se busca en los trasplantes.
Está muy estudiado que los linfocitos T reguladores CD4+ CD25+ procedentes del donante inhiben EICH después de un trasplante alogénico de médula ósea (donante genéticamente similar pero no idéntico) a través del complejo mayor de histocompatibilidad. En concreto, se ha visto que en los linfocitos T reguladores CD4+ CD25+ del huésped suprimen la expansión temprana de células T aloreactivas (contra el trasplante), la expresión de su receptor IL-2R y su capacidad para inducir EICH sin disminuir su función de favorecer EICT, mediada por la lisis de la vía de las perforinas. Los linfocitos T reguladores CD4+ CD25+ son células muy potentes que pueden separar EICH de la actividad EICT mediada por el resto de linfocitos T convencionales del donante.